# Хилсборо (Ајова)
Хилсборо (енгл. Hillsboro) град је у америчкој савезној држави Ајова. По попису становништва из 2010. у њему је живело 180 становника.

## Демографија
Према попису становништва из 2010. у граду је живело 180 становника, што је -25 (-12.2%) становника више него 2000. године.
| Група             | 2000.       | 2010.       |
| Белци             | 203 (99,0%) | 172 (95,6%) |
| Афроамериканци    | 0 (0,0%)    | 1 (0,6%)    |
| Азијати           | 0 (0,0%)    | 0 (0,0%)    |
| Хиспаноамериканци | 2 (1,0%)    | 6 (3,3%)    |
| Укупно            | 205         | 180         |